# Vasile Mangra
Vasile Mangra, născut Vincențiu Mangra, (n. 25 mai 1850, Săldăbagiu Mic, România – d. 14 octombrie 1918, Budapesta, Austro-Ungaria) a fost un Mitropolit ortodox al Ardealului, istoric, membru titular (1909) al Academiei Române. Din cauza poziției sale politice a fost scos din dipticele Bisericii Ortodoxe Române, iar perioada sa de păstorire la Sibiu declarată drept sedisvacanță.

## Biografie
Vasile Mangra s-a născut la 25 mai 1850 în Săliște-Săldăbagiu, comitatul Bihor. Tatăl său s-a numit Mihai Mangra și a fost preot. Mama sa a fost Maria Mangra, născută Ceontea. În unele lucrări au fost vehiculate informații eronate privind data și locul nașterii lui Vasile Mangra. Astfel în Enciclopedia Cugetarea este indicat 1852 drept an al nașterii, iar drept loc al nașterii localitatea Budureasa.
A fost botezat la data de 30 mai 1850. La botez a primit numele de Vicențiu. A urmat studii primare în satul natal și la școala primară de stat din Gyula, gimnaziale la Beiuș și Oradea, teologice la Arad (1869-1872), juridice la Academia de Drept din Oradea, între 1872 și 1873, dar neterminate.
La numai 25 de ani s-a impus în fața autorităților superioare bisericești care l-au numit profesor suplinitor la Institutul teologic din Arad în 1875, iar la 11/23 iulie 1878 este promovat ca profesor titular, a fost director provizoriu al institutului în perioada 1882-1883. La 3/15 septembrie 1883 a fost înlăturat de la conducerea institutului, fiind înlocuit de Constantin Gurban al Butenilor. A rămas în continuare profesor, predând Dreptul bisericesc și Istoria bisericească. A fost înlăturat de la catedră în anul 1893, la cererea guvernului Ungariei, care-l considera un spirit periculos pentru educarea tineretului.
A fost redactor la foile bisericești Lumina (1874-1875) și Biserica și școala (1877-1979, 1882-1883, 1899-1900). 
În anul 1876, la 6 august, a intrat în cinul monahal la Mănăstirea Hodoș-Bodrog prin tunderea în monahism de către arhimandritul Corneliu Jivcovici, starețul mănăstirii, primind numele de Vasile La 10 septembrie 1879 episcopul Ioan Mețianu l-a hirotonit ierodiacon, iar numai după câteva luni, la 1 ianuarie 1880, ieromonah.
În anul 1900 a fost ales președinte vicar al Consistoriului ortodox-român din Oradea (1900-1916) și hirotesit arhimandrit (1906); în 1901 ales episcop la Arad, dar nu a fost recunoscut de guvernul Ungariei, din cauza activității sale politice.
La 24 iulie/6 august 1916 a fost ales mitropolit al Transilvaniei, înscăunat la Oradea la data de 16/29 octombrie 1916. După doi ani, la 1/14 octombrie 1918 s-a stins din viață, la Budapesta.

## Activitatea politică
A fost unul din conducătorii luptei românilor transilvăneni pentru obținerea de drepturi național-politice: în 1892 a făcut parte din delegația care a dus Memorandumul la Viena; în 1894 a organizat marea adunare populară de la Sibiu care a protestat față de hotărârea guvernului Ungariei de desființare a Partidului Național Român; în 1895 a fost principalul organizator al Congresului naționalităților (români, sârbi, slovaci) de la Budapesta.
În ultima parte a vieții, s-a situat însă pe o poziție diametral opusă, devenind unul dintre oamenii de încredere ai guvernului ungar: în 1910 deputat la Ceica, Bihor, cu program guvernamental; la 24 iulie/6 august 1916, a fost ales mitropolit al Ardealului (înscăunat în Oradea la 16/29 octombrie 1916).
La 8 septembrie 1916 a publicat scrisoarea circulară nr. 2602, prin care au calificat trupele Vechiului Regat care au intrat în Transilvania drept „lupi îmbrăcați în piei de oi și amețiți de făgăduielile lui Iuda”, respectiv „români ucigători de frați”. Printre semnatarii scrisorii s-a aflat și Miron Cristea, viitorul Patriarh al BOR.
A scris câteva lucrări temeinice privind istoria vieții bisericești a românilor transilvăneni și a semnalat pentru prima oară vechile manuscrise românești din Bihor. Pe baza acestora, a fost ales membru activ al Academiei Române (1909).